# Halina Frąckowiak
Pour les articles homonymes, voir Frackowiak.
Halina Frackowiak, née le 10 avril 1947 à Poznań, est une auteure-compositrice-interprète polonaise.

## Biographie
Halina Frackowiak a débuté en 1963 et 1964 au Festival des jeunes talents à Szczecin. Elle y a rivalisé avec Czesław Niemen, Zdzisława Sośnicka, Krzysztof Klenczon. Elle a été décorée des titres et récompenses dans le cadre de sa participation aux festivals à Opole à partir de 1969 Kołobrzeg, 1976, 1977, 1988, 1991 et 1993. En 1976 à Opole, sa participation lui a également valu le titre de "Miss Objectif".
En 1991, elle participe, avec  Alicja Majewska et Andrzej Zaucha, au disque Kolędy w teatrze STU.

## Sources
- Site officiel